# Polla blava d'Allen
La polla blava d'Allen (Porphyrio alleni) és una espècie d'ocell de la família dels ràl·lids (Rallidae) que habita pantans amb papirs o vegetació flotant de Madagascar i l'Àfrica subsahariana (a excepció del sud de Sud-àfrica), incloent les illes de Bioko, São Tomé, Pemba, Mafia i les Comores.